# 山下友貴
山下 友貴（やました ゆうき、1986年6月5日 - ）は、静岡県浜松市出身の競艇選手。
浜松開誠館高等学校卒業、登録番号4464。身長151cm。血液型A型。101期。デビュー当時は静岡支部に所属し、入籍を機に、三重支部所属となったが、産休復帰後、再び静岡支部に戻した。
同期に後藤翔之、大池佑来、櫻本あゆみ、篠崎仁志、守屋美穂、藤堂里香らがいる。

## 来歴
- やまと競艇学校時代、リーグ戦勝率6.26（準優出7　優出2）の成績を残した。
- 2007年11月14日、蒲郡競艇場でデビュー（6着）。
- 2008年1月26日、平和島競艇場での「第10回日本財団会長杯」3日目1Rで初勝利（24走目）。
- 2011年1月18日、桐生競艇場での「振興会会長賞競走 テレボートカップ・オール女子戦」で初優出（5着）。
- 2012年2月28日、多摩川競艇場での「G1第25回女子王座決定戦競走」にG1初出場。3月1日、3日目11RでG1初勝利。
- 2012年3月14日、唐津競艇場での「G3女子リーグ第4戦」で初優勝（優出4回目）。
- 2016年3月14日、徳山競艇場での「G2MB大賞」で記念初優出（3着）。
- 2017年10月18日、三重支部所属の松尾拓と結婚[1]。11月1日付けで三重支部へ移籍した。
- 2019年11月20日、浜名湖競艇場での「男女Ｗ優勝戦　中日スポーツ　ゴールドカップ」で復帰。復帰と同時に、三重支部から以前の支部だった静岡支部にもどした。